# Ambala
Ambala è una città dell'India di 139 222 abitanti, capoluogo del distretto di Ambala e della divisione di Ambala, nello stato federato dell'Haryana. In base al numero di abitanti la città rientra nella classe I (da 100 000 persone in su).

## Geografia fisica
La città è situata a 30° 22' 42 N e 76° 46' 51 E e ha un'altitudine di 263 m s.l.m. Non lontano dalla città c'è la base aerea dell'Indian Air Force.

## Società
Al censimento del 2001 la popolazione di Ambala assommava a 139 222 persone, delle quali 73 956 maschi e 65 266 femmine. I bambini di età inferiore o uguale ai sei anni assommavano a 14 842, dei quali 8 314 maschi e 6 528 femmine. Infine, coloro che erano in grado di saper almeno leggere e scrivere erano 105 990, dei quali 58 191 maschi e 47 799 femmine.